# アンアポロジェティック
『アンアポロジェティック』（原題:Unapologetic）は、米国の女性歌手、リアーナによる7枚目のスタジオ・アルバムである。デフ・ジャム・レコード及びSRP Recordsから2012年11月19日にリリースされた。

## 概要
エグゼクティブプロデューサーとして、過去に競演したザ・ドリーム、デヴィッド・ゲッタ、Chase＆Status、Stargateが参加､さらに、Parker Ighile、Mike Will Made-It、Labrinthといった新進気鋭の人材が参加した。
本作の音楽性はポップとR＆Bを中心に、ヒップホップ、ダブステップ、EDM、レゲエの要素をプロダクションに取り入れており、音楽性としては『トーク・ザット・トーク』（2011年）と『R指定』（2009年）のサウンドに近似している。
US Billboard 200で初週に238,000枚を売り上げた。７作目の本作が､初の米国における首位獲得作品となった。また、英国、ノルウェー、スイスのアルバムチャートにおいても首位を記録した。 
本作からは「ダイヤモンズ」と「ステイ」を含む7つのシングルが発売された。「ダイヤモンズ」は英国シングルチャートと米国ビルボードホット100の両方でナンバーワンに達し、彼女にとって12番目の首位獲得作品となった。この記録により女性ア－ティストとしてのシングル作品の首位獲得数が2位のマドンナに並んだ。

## シングル
1st「ダイヤモンズ 」2012年9月27日 / Billboard Hot 100 最高1位
2nd「ステイ feat. ミッキー・エッコ」2013年1月7日 / Billboard Hot 100 最高3位
3rd「ポアー・イット・アップ」2013年1月8日 / Billboard Hot 100 最高19位
4th「ラヴィー・ソング」2013年4月3日 / Billboard Hot 100 最高55位
5th「ライト・ナウ feat. デヴィッド・ゲッタ」2013年5月28日 / Billboard Hot 100 最高50位
6th「ホワット・ナウ」2013年9月29日 / Billboard Hot 100 最高25位
7th「ジャンプ」2014年1月24日 /

## 収録曲
1. フレッシュ・アウト・ザ・ランウェイ / PHRESH OUT THE RUNWAY
2. ダイヤモンズ / DIAMONDS
3. ナム feat. エミネム / NUMB FEAT. EMINEM
4. ポアー・イット・アップ / POUR IT UP
5. ラヴィー・ソング feat. フューチャー / LOVEEEEEEE SONG FEAT. FUTURE
6. ジャンプ / JUMP
7. ライト・ナウ feat. デヴィッド・ゲッタ / RIGHT NOW FEAT. DAVID GUETTA
8. ホワット・ナウ / WHAT NOW
9. ステイ feat. ミッキー・エッコ / STAY FEAT. MIKKY EKKO
10. ノーバディーズ・ビジネス feat. クリス・ブラウン / NOBODY’S BUSINESS FEAT. CHRIS BROWN
11. ラヴ・ウィズアウト・トラジェディ / マザー・メアリー / LOVE WITHOUT TRAGEDY / MOTHER MARY
12. ゲット・イット・オーヴァー・ウィズ / GET IT OVER WITH
13. ノー・ラヴ・アラウド / NO LOVE ALLOWED
14. ロスト・イン・パラダイス / LOST IN PARADISE
15. ハーフ・オブ・ミー  / HALF OF ME　ボーナストラック
16. ダイヤモンズ(デイヴ・オーデ100エクステンデッド) / DIAMONDS (DAVE AUDÉ 100 EXTENDED)　ボーナストラック
17. ダイヤモンズ(グレゴア・サルト・ダウンテンポ・リミックス) / DIAMONDS (GREGOR SALTO DOWNTEMPO REMIX)　ボーナストラック